# Bonte oliekever
De bonte oliekever (Meloe variegatus) is een keversoort uit de familie van oliekevers (Meloidae). De wetenschappelijke naam van de soort is voor het eerst geldig gepubliceerd in 1793 door Donovan.
De soort is inheems in Nederland.